# Чарлі Дент
Чарльз Відер «Чарлі» Дент (англ. Charles Wieder «Charlie» Dent; нар. 24 травня 1960, Аллентаун, Пенсільванія) — американський політик-республіканець, член Палати представників США від 15-го округу штату Пенсильванія з 2005 року.
У 1982 році Дент отримав ступінь бакалавра у галузі міжнародних відносин в Університеті штату Пенсильванія, а у 1993 — ступінь магістра у Ліхайському університеті. Він працював політичний консультантом, з 1991 по 1998 входив до Палати представників Пенсильванії, був членом Сенату Пенсильванії з 1998 по 2004.
Одружений, має трьох дітей. Пресвітеріанин.